# Pollenia demissa
Pollenia demissa är en tvåvingeart som först beskrevs av Frederick Wollaston Hutton 1901.  Pollenia demissa ingår i släktet vindsflugor, och familjen spyflugor. Inga underarter finns listade i Catalogue of Life.